# Nordvestfjord
Nordvestfjord (que significa "fiordo del noroeste" en groenlandés) es un fiordo ubicado en Tierra del Rey Christian X, en el extremo este de Groenlandia.
Administrativamente, la mayor parte de su longitud se encuentra en el área del Parque Nacional del Noreste de Groenlandia, en el límite del municipio Sermersooq. Este fiordo es parte del sistema que acaba en el Scoresby Sund. La distancia desde la cabecera del Nordvestfjord a través de la bahía Hall Bredning hasta la desembocadura de Scoresby Sund es de 313 km (194,5 mi), lo que convierte esta extensión continua de agua en el fiordo más largo del planeta. Normalmente tiene unos 5 km (3,1 mi) de ancho con paredes muy empinadas que se elevan a más de 2000 m (2187,2 yd).

## Historia
Nordvestfjord estuvo ocupado por hielo durante el Último Máximo Glacial. La desglaciación de Scoresby Sund comenzó hace unos 16.000 años. El hielo probablemente se retiró a Milne Land, en la desembocadura de Nordvestford, hace unos 10.000 años, pero la retirada a través del propio Nordvestfjord fue tardía y tal vez no tuvo lugar hasta hace 6-7.000 años.
El fiordo Nordvestfjord fue nombrado por Carl Ryder durante su expedición de 1891-1892 debido a su dirección aproximada al noroeste. Ryder, sin embargo, no pudo explorarlo porque siendo ya septiembre, se estaba formando hielo nuevo sobre sus canales y soplaba un viento muy fuerte desde el interior del fiordo que imposibilitaba su exploración.
El reconocimiento y topografía del fiordo comenzó en 1934 por Helge Backlund y Eduard Wenk, continuando con estudios en los años 1950 especialmente por Thorolf Vogt en 1958. El mapeo del área alrededor del interior de Nordvestfjord ha revelado la existencia de dos secuencias distintas de rocas supracrustales. La más oriental de ellas se ha denominado informalmente secuencia supracrustal de Krummedal y la del oeste, secuencia supracrustal de Charcot Land. Cada secuencia supracrustal se ve apoyada y sustentada por un complejo diferente y distintivo de rocas infracrustales.

## Geografía
El Nordvestfjord es largo y muy profundo, el brazo más septentrional del Scoresby Sund. Está rodeado en su mayor parte por altas montañas, cuyas laderas se elevan abruptamente desde los bordes del fiordo. Parte de su flanco norte marca el límite sur de Nathorst Land y los Alpes Stauning. Al noreste, el fiordo limita con Scoresby Land, al noroeste con Charcot Land y al suroeste con Hinksland, Th. Sørensen Land y Renland.
El Nordvestfjord serpentea aproximadamente en dirección NO/SE. Su rama más grande es el fiordo Flyver, que corre aproximadamente en dirección oeste-este y se une a la costa suroeste del Nordvestfjord aproximadamente a la mitad de distancia del fiordo en el extremo opuesto del Scoresby Land.
El fiordo es alimentado por varios glaciares desde su cabecera. El de mayor tamaño es el Glaciar Daugaard-Jensen, que fluye desde el suroeste y produce masas de icebergs de un total de aproximadamente 50 000 kilómetros cuadrados (19 305 mi²). La desembocadura se encuentra cerca del delta del Ofjord, entre las islas Bjorne al suroeste y el Cabo Sur (Sydkap) al noreste. Más al noreste del cual se encuentra la Bahía Noreste (Nordøstbugt).

### Glaciares, fiordos y bahías
Contando de la cabeza a la boca:
- Glaciar Daugaard-Jensen
- Rama del fiordo en la margen izquierda
  - Glaciar F. Graae (Glaciar Norte)
  - "Glaciar Charcot", un glaciar que fluye hacia el este, al suroeste del glaciar F. Graae. El uso del nombre se suspendió porque anteriormente se le había dado a un glaciar en Milne Land. Este glaciar actualmente no tiene nombre.[3]
- Glaciar Hammerskjøld, bahía de Leicester en la margen derecha
- Fiordo Flyver, en la zona de la bahía de Leeds y la bahía de Lancaster en la margen derecha
- Edvard Bay en la margen derecha
- Glaciar sin nombre en la margen derecha
- Bahía Norte (Nordbugten) en la margen izquierda
- Glaciar sin nombre en la margen izquierda
- Snyder Bay en la margen izquierda
  - Glaciar Borgbjerg con Glaciar Baco
- Glaciar Tritón y Glaciar Neptunus (Løberengletscher) en la margen izquierda
- Glaciar Oxford en la margen izquierda